# Marco Stier
Marco Stier (* 26. März 1984 in Hamburg) ist ein ehemaliger deutscher Fußballspieler.

## Karriere

### Vereine
In seiner Jugend spielte er bei den Hamburger Vereinen SC Concordia, SV St. Georg von 1895 und beim FC St. Pauli und von 1999 bis 2002 in der Jugendabteilung des SV Werder Bremen.
Der Mittelfeldspieler Marco Stier – eigentlich gelernter Stürmer – war nach seiner Jugendzeit vier Jahre in der Zweiten Mannschaft von Werder Bremen aktiv, rückte in dieser Zeit auch mehrere Male in den Bundesligakader auf, blieb aber ohne Einsatz. Nach 50 Regionalligaspielen für die Zweite Mannschaft, in denen er sechs Tore erzielte, wechselte er zur Saison 2006/07 zum FC Bayern München, für dessen zweite Mannschaft er zunächst verletzungsbedingt lange Zeit kein Spiel bestreiten konnte.
Sein Debüt für den FC Bayern München II gab er am 16. August 2008 (3. Spieltag) beim 1:0-Sieg im Heimspiel gegen Dynamo Dresden in der neugeschaffenen 3. Liga. Nach 14 Drittligaspielen wechselte er in der Winterpause der Saison 2008/09 zum Regionalligisten Holstein Kiel. Mit drei Toren in 16 Spielen trug er am Ende der Saison zur Meisterschaft bei, die zugleich den Aufstieg in die 3. Liga bedeutete, in der er elf weitere Spiele für die Kieler absolvierte. Mit dem Abstieg seines Vereines nach einem Jahr Drittligazugehörigkeit wechselte Stier erneut den Verein.
Die nächsten zwei Spielzeiten, 2010/11 und 2011/12, absolvierte er für den Regionalligisten Hallescher FC, bei dem er – zahlreichen Verletzungen geschuldet – seine Karriere mit Auslaufen seines Vertrages zum 30. Juni 2012 beendete. In 97 Ligaspielen erzielte er neun Tore; ein Tor in einer der Profiligen hat er nicht erzielt.

### Nationalmannschaft
Nachdem Stier bereits in den Auswahlmannschaften der U-17-, U-18- und U-19-Nationalmannschaft zum Einsatz kam, wurde er 2003 auch dreimal in der U-20-Nationalmannschaft berücksichtigt. Sein Debüt gab er am 7. August in Schaffhausen beim 5:1-Sieg gegen die Auswahlmannschaft der Schweiz und erzielte mit dem Treffer zum zwischenzeitlichen 3:0 in der 46. und dem Treffer zum Endstand in der 85. Minute auch seine einzigen Länderspieltore für diese Auswahlmannschaft. Beim 1:0-Sieg in Ried am 12. November gegen die Auswahl Österreichs und bei der 0:3-Niederlage in Latina am 10. Dezember gegen die Auswahl Italiens wurde er ebenfalls eingesetzt. Seine drei Länderspiele fanden im Rahmen einer Internationalen Spielrunde statt. Während der Zeit in der Junioren-Fußballnationalmannschaft spielte Stier unter anderem mit Bastian Schweinsteiger und Mario Gómez zusammen.

## Erfolge
- Meister der Regionalliga Nord 2009
- Aufstieg in die 3. Liga

## Sonstiges
Stier lebt in Wolfratshausen und betreibt eine Fußball- & Fitness-Schule. In den Spieljahren 2014/15 und 2016/17 war Stier Trainer der 1. Herrenmannschaft der Sportfreunde Aying und schaffte gemeinsam mit der Mannschaft den Aufstieg von der Kreisliga in die Bezirksliga. Während der Saison 2016/17 übernahm Stier als Trainer den Bayernligisten BCF Wolfratshausen. Zur Saison 2018/19 kehrte Stier in seine Geburtsstadt Hamburg zurück und übernahm den Trainerposten beim HSV Barmbek-Uhlenhorst. In der Saison 2023/24 war Stier Trainer des Hamburger Oberligavereins TSV Sasel, Ende Februar 2024 gab er das Amt mit augenblicklicher Wirkung aus gesundheitlichen Gründen ab.